# 665
Раннє Середньовіччя. Триває чума Юстиніана. У Східній Римській імперії продовжується правління Константа II. Більшу частину території Італії займає Лангобардське королівство, деякі області належать Візантії. Франкське королівство розділене між правителями з династії Меровінгів. Іберію займає Вестготське королівство. В Англії триває період гептархії. Авари та слов'яни утвердилися на Балканах. Центр Аварського каганату лежить у Паннонії. На території сучасних Словенії та Австрії існує слов'янське князівство Карантанія.
Омеядський халіфат займає Аравійський півострів, Сирія, Палестина, Персія, Єгипет, частина Північної Африки. У Китаї триває правління династії Тан. Індія роздроблена. В Японії триває період Ямато. Хазарський каганат підпорядкував собі кочові народи на великій степовій території між Азовським морем та Аралом.
На території лісостепової України в VII столітті виділяють пеньківську й празьку археологічні культури. У VII столітті продовжилося швидке розселення слов'ян. У Північному Причорномор'ї співіснують різні кочові племена, зокрема булгари, хозари, алани, авари, тюрки.

## Події
- Візантійська імперія найняла 5 тис. слов'ян для війни з арабами в Сирії[1].
- Західні тюрки повстали проти ханів, нав'язаних їм китайською династією Тан[2].

## Виноски
1. ↑  Revue roumaine d'histoire. Académie de la République populaire roumaine, 1981
2. ↑  The history of the Mongol conquests, par J. J. Saunders. Éditeur University of Pennsylvania Press, 2001 (ISBN 978-0-8122-1766-7)